# 9.5mmフィルム

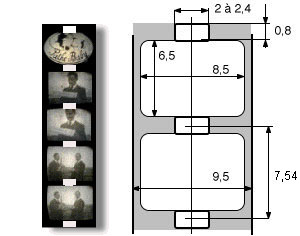
【図1】実寸のフィルム断片（1922年）、および9.5mmフィルムの幾何学上の寸法（映画用）。

9.5mmフィルム（きゅうてんごミリフィルム、英語: 9.5 mm film）は、1922年（大正11年）に発売された個人映画向けのムービーフィルムの規格である。フランスのパテ社が開発した。略して9,5（きゅうてんご）とも表記されるのは、フランスでの小数点表記が「,」であるからである。日本での愛称は9ミリ半（きゅうミリはん）。
写真用小型カメラであるミノックスにも同サイズのフィルムが使用されており、ミノックスフィルムと呼ばれる。

## 概要
画面サイズは6.5×8.5mmであり、9.5mmのフィルム幅から8.5mmがとれるのは、パーフォレーション（穴）が、フィルム両側ないしは片側ではなく、フレームとフレームの間に入っているからである（図1参照）。画面アスペクト比は1:1.307で、サイレント映画のスタンダードサイズ（1:1.33）にほぼ適応する。
パテベビー用のフィルムには、フィルム素材にニトロセルロース（セルロイド、ナイトレート）を使用せず、トリアセチルセルロース（アセテート）を使用しているため、前者と比較して耐燃性は高い。劇場用映画のフィルムが後者に切り替わるのは1951年（昭和26年）であり、安全フィルムの使用においては、先駆的であったが、反面、経年劣化を起こしたフィルムには、ビネガーシンドロームが起きる可能性を孕んでいる。
現在でも愛好者はおり、シネクラブ組織が、ドイツ、ベルギー、スペイン、フランス、イギリス、オランダ、ルクセンブルク、スイス、アメリカ合衆国、カナダ等の各国に存在する。2011年（平成23年）9月には、イギリス・ハートフォードシャー州のハーペンデンで、第36回国際9.5mm映画祭が、同規格の発表の50周年を記念して行われた。現在では、生フィルムのオフィシャルな製造は停止しているが、イギリスやフランスのラボラトリーが、愛好者のために生フィルムを製造・販売、現像等を行っている。
ミノックス向けの写真用フィルムについては、#写真用フィルムを参照。

## 映画用フィルム

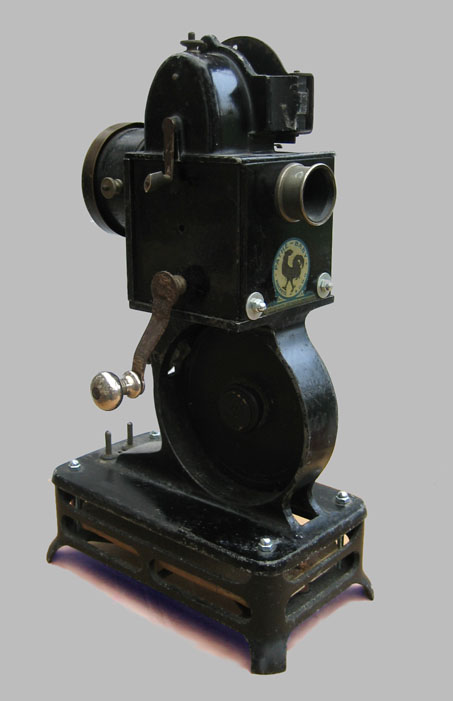
パテベビー映写機。

### フランス
1922年、フランスの映画会社パテ社が開発、9.5mmフィルム、あるいは本サイズ用の撮影機・映写機といったシステムをパテベビー（フランス語: Pathé Baby）ブランドのもとに発売を開始する。
フランスでは、1980年代初頭まで、撮影機（Webo M, 16mmフィルム用カメラが主機種）が製造販売されており、家庭用には長く実用されており、フィルムも製造され、現像に応じていた。

### 米国
アメリカ合衆国では、パテ社の米国法人パテ・エクスチェインジ社が、パテックス（Pathex）の商品名で、1925年（大正14年）のクリスマス時期に映写機と劇場用映画のディフュージョンリールを発売することで、9.5mmフィルムが導入された。コダック社の開発した8mmフィルムの威力に押され、1930年代には衰退した。

### 日本
日本では、1924年（大正13年）に東京・銀座の伴野文三郎商店（現在の伴野貿易）が5台のパテベビー映写機を輸入したことから始まっている。伴野商店は、1930年代には9.5mm規格での販売用に、オリジナルのアニメーションを製作している。
1927年（昭和2年）、ドキュメンタリー映画作家の佐々元十が、パテベビー撮影機を使用し、同年の第8回メーデーを撮影した『1927年メーデー』（製作・日本プロレタリア芸術連盟プロレタリア映画班、日本プロレタリア映画同盟の前身の一つ）を発表、「玩具のカメラが武器になる」の言を遺している（論文『玩具・武器 - 撮影機』、『戦旗』1928年6月号所収）。
1920年代-1930年代の日本では、劇場用映画を同規格にプリントし家庭用に販売された。1941年（昭和16年）には太平洋戦争が開始され、フィルムも入手困難となり、1945年（昭和20年）の終戦後には、16mmフィルムや8mmフィルムが普及し、日本では同規格は廃れていった。
現在では、35mmネガ原版や上映用プリントが失われ、それまで現存しないとされていた作品が、9.5mmプリントで各地の個人宅から発見される機会が増えている。小津安二郎監督の『和製喧嘩友達』（1929年公開、1997年発見・復元）、斎藤寅次郎監督の『石川五右ヱ門の法事』（1930年公開、同）、伊藤大輔監督の『斬人斬馬剣』（1929年公開、2002年発見・復元）等がその代表的な発掘例である。今世紀に入って、デジタルスキャンによる復元が行なわれ、本サイズの家庭普及用短縮版が、作品を実際に享受するための貴重なヴァージョンとなっている。
長年、小型映画の現像場として活動した育映社が、2005年（平成17年）11月にラボを閉鎖し、9.5mmフィルムからの国内での復元が暗礁に乗り上げたが、2008年（平成20年）に、IMAGICAウェストが9.5mmフィルム専用のオプチカル・プリンターを導入、同規格の映像を35mmフィルムに復元することが可能になった。

## 発見されたおもな作品
以下は、従来、原版等が失われており、観ることのできなかった劇場用映画のうち、近年発見され復元されたもののうちのおもなものである。そもそも家庭用のディフュージョン・ヴァージョンであるこれらは、いずれも1時間を超える長篇映画から、20分程度に短縮されたものである。
- 『和製喧嘩友達』（監督小津安二郎、1929年公開、1997年発見・復元）[6]
- 『石川五右ヱ門の法事』（監督斎藤寅次郎、1930年公開、同）[6]
- 『本壘打』（監督熊谷久虎、1931年、同）[6]
- 『突貫小僧』（監督小津安二郎、1929年公開、同）[6]
- 『感激時代』（監督牛原虚彦、1928年公開、同）[6]
- 『國士無双』（監督伊丹万作、1932年公開、1997年発見・復元[6]、16mm版を足して2005年デジタル復元）[8]
- 『斬人斬馬剣』（監督伊藤大輔、1929年公開、2002年発見）[7]
- 『実録忠臣蔵』（監督池田富保、1926年公開、2005年以前に京都文化博物館が発見・復元）[9]
- 『槍供養』（監督辻吉郎、1927年公開、2006年京都文化博物館が発見・復元）[10]
- 『繪日傘 第二話 狸大盡』（監督金森万象、1930年公開、2005年京都文化博物館が発見・復元）[10]
- 『月形半平太』（監督衣笠貞之助、1925年公開、2008年以前）[11]
- 『地雷火組』（監督池田富保、1927年公開、2008年以前に発見・復元）[12]
- 『弥次㐂多 伏見鳥羽の巻』（監督池田富保、1928年公開、2008年以前に発見・復元）[12]
- 『怪傑夜叉王』（監督牧野省三、1926年公開、2008年大阪芸術大学が復元）[1]
- 『荒木又右衛門』（監督池田富保、1925年公開、同）[1][13]
- 『浄魂』（監督押本七之助、1927年公開、同）[1][13]

## 写真用フィルム

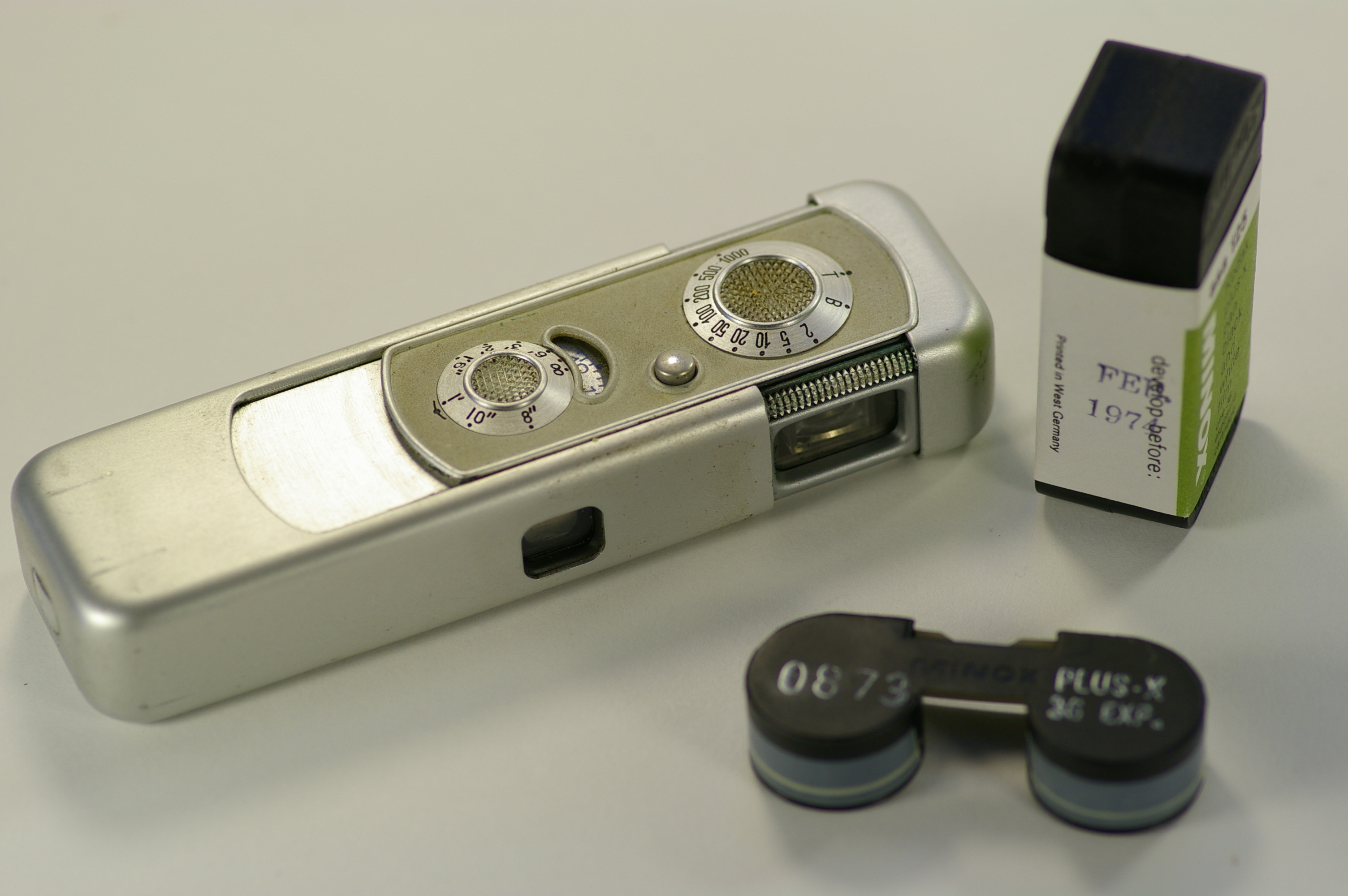
MINOX IIIsカメラ本体とミノックスフィルムのマガジン（右手前）。

1936年（昭和11年）、ソビエト連邦併合前のラトビアの首都リガで開発された「ミノックスI型」（Ur - MINOX）には、本サイズのフィルムが採用された。ミノックスフィルムと呼ばれる。写真のサイズは8×11mmである。映画用のパテベビーの画面サイズが6.5×8.5mmに対して、このサイズであるのは、もちろんフィルムを横に使用しているからである。
以来、1998年（平成10年）に発売された現行モデルミノックスCLX型においても、9.5mmフィルムが使用されており、本サイズのフィルムは、ミノックスフィルムとして現在も生き続けている。